# Eugenia uruguayensis

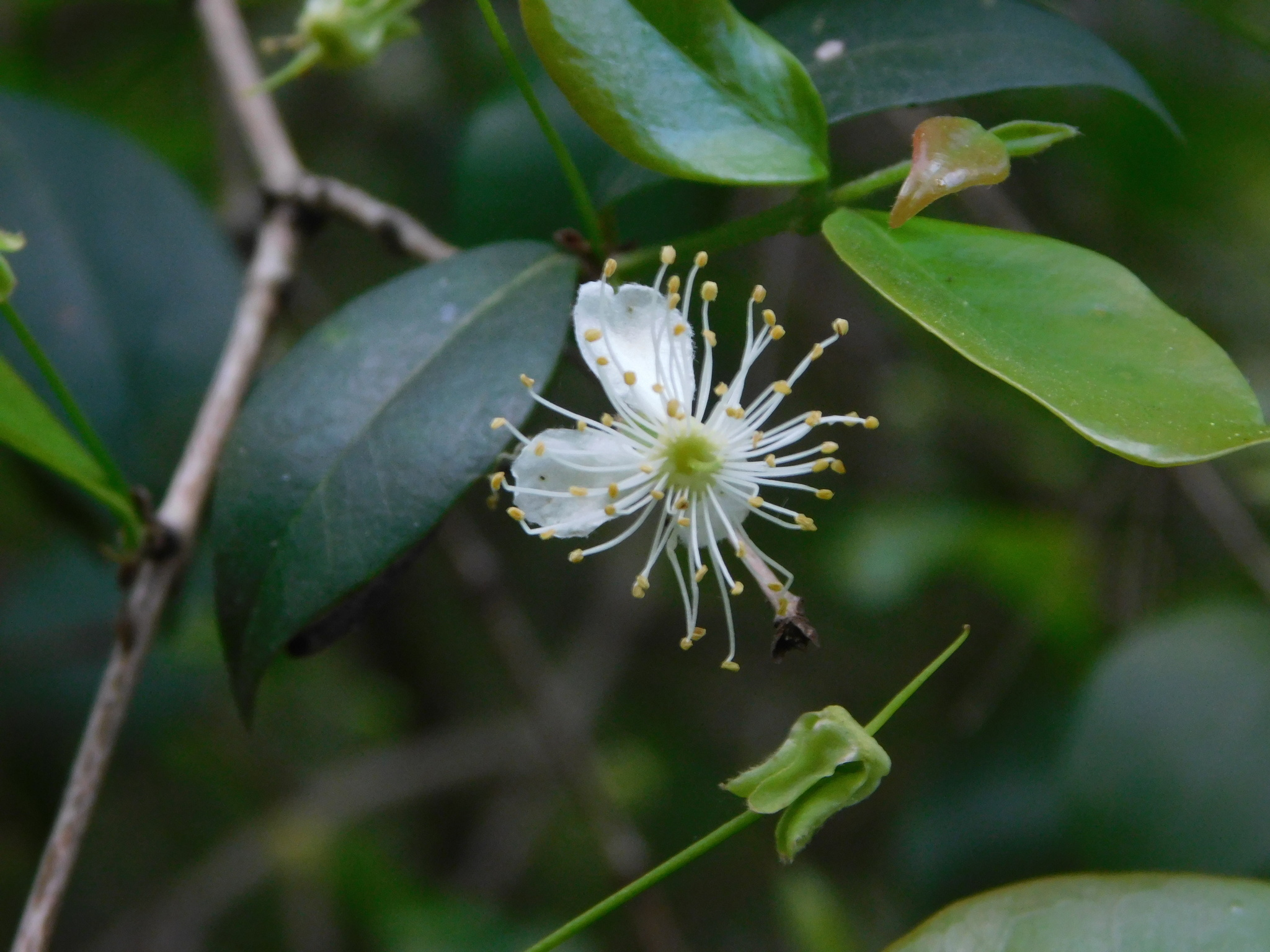
Flor de Eugenia uruguayensis

El guayabo blanco (Eugenia uruguayensis) es un árbol o arbusto de 3 a 5 m de altura, perteneciente a la familia de las Mirtáceas. Es originario del sur de Brasil; norte de Argentina, y Uruguay. Su copa es densa. Su corteza es maculada (con manchas) y escamosa. Es de follaje persistente.

## Descripción botánica
Hojas simples, opuestas, pecioladas, de 5-7 cm de largo y 1,8-3 cm de ancho, lámina coriácea, simétricas, micrófilos elípticos; con base aguda cuneada y ápice agudo y atenuado. Margen entero. Pecíolo normal y marginal, glabro, 5-7 mm de largo y 1-1,5 mm de ancho. Vena paramarginal formada por los arcos de venas de segunda categoría, y vena intramarginal formada por los ojales de venas de tercera categoría. 10 a 14 pares de venas secundarias, emergen irregularmente en ángulo agudo (45°-60°), irregularmente curvadas (en la base decurrentes y, en el centro-ápice sinuosas o rectas), espaciadas de manera uniforme. Áreas intercostales bien desarrolladas, con una vena intersecundaria (simple o compuesta). Venación de tercera y cuarta categoría reticulada al azar. Las venas de tercera categoría emergen irregularmente en ángulo recto-obtuso, y siguen un curso sinuoso. Venación de quinta categoría dicotomizada. Aréolas moderadamente desarrolladas, y orientadas al azar. Vénulas ramificadas 1 o dos veces. Venación de mayor orden sexto. Venación última marginal ojalada completa.

## Distribución y hábitat
En Argentina: norte de la Provincia de Buenos Aires, Corrientes, Entre Ríos y Misiones; crece en montes y selvas marginales hasta los 800 m.s.n.m. Habita también en zonas de Brasil, Paraguay y Uruguay.

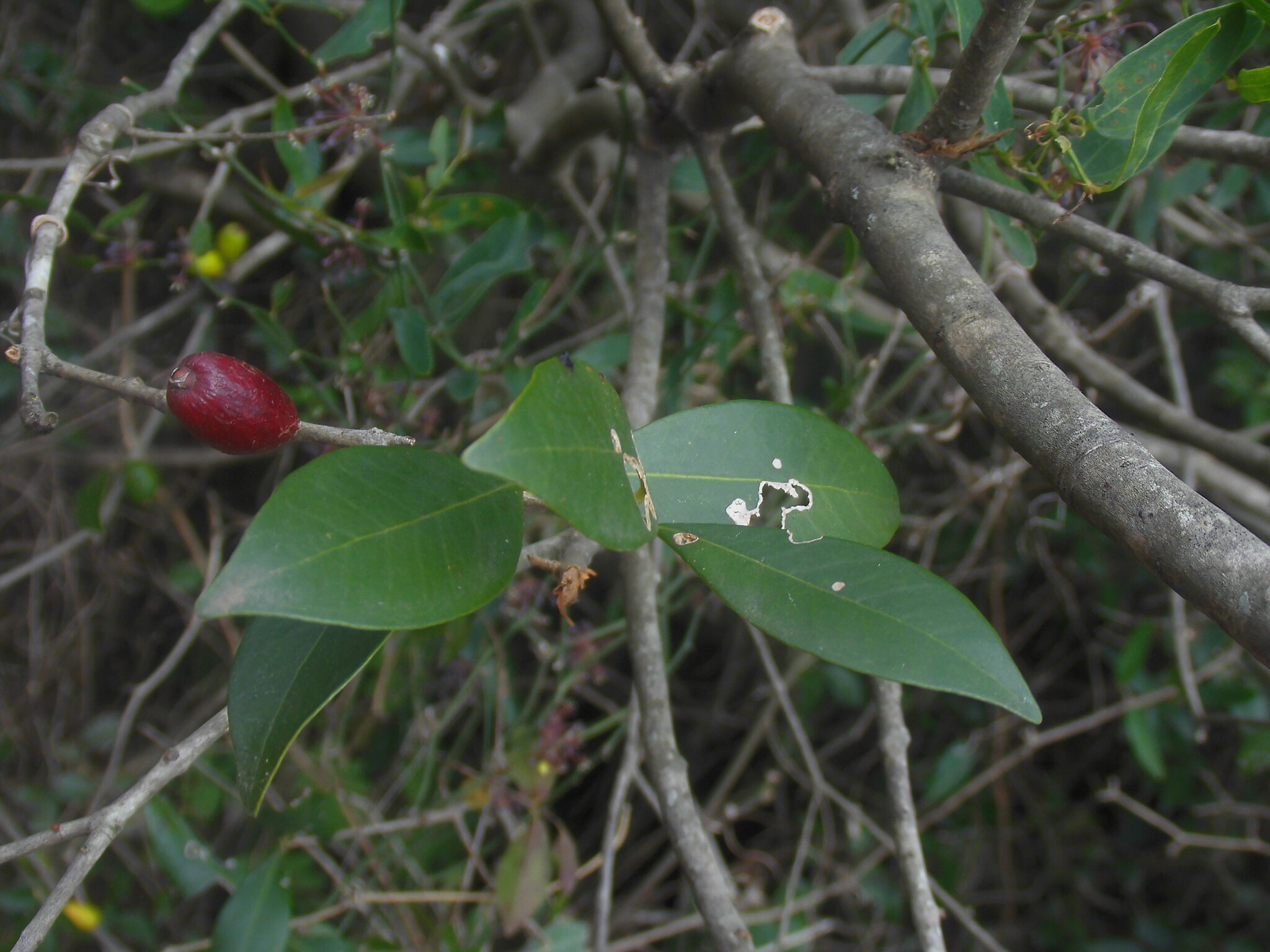
Fruto de Eugenia uruguayensis

## Cultivo
Requiere mucho sol, y resiste heladas leves; temperaturas por debajo de los -5 °C causan daños que pueden ser fatales para plantas jóvenes. Crece entre el nivel del mar y los 1000 m s. n. m., en suelos de cualquier tipo salvo salinos; resiste bien las sequías y las inundaciones de corta duración. Se planta generalmente de semilla, que germina en el plazo de un mes, aunque la viabilidad de las mismas disminuye espectacularmente a partir de las 4 semanas de recolección.

## Usos
Árbol de uso medicinal. Con las hojas puede prepararse una infusión de propiedades diuréticas, digestivas y antidiarreicas; el decocto de la corteza en gárgaras se emplea para las anginas y otras afecciones de la garganta.

## Taxonomía
Eugenia uruguayensis fue descrita por Jacques Cambessèdes y publicado en Flora Brasiliae Meridionalis (quarto ed.) 2: 362. 1833.
Etimología
Eugenia: nombre genérico otorgado en honor del  Príncipe Eugenio de Saboya.
Uruguayensis: epíteto geográfico que alude a su localización en Uruguay.
Sinonimia
- Eugenia batucaryensis O.Berg
- Eugenia calycosema O.Berg
- Eugenia guabiju O.Berg
- Eugenia maschalantha O.Berg
- Eugenia opaca O.Berg
- Eugenia opaca var. brasiliensis O.Berg
- Eugenia opaca var. montevideensis O.Berg
- Luma calycosema (O.Berg) Herter
- Luma opaca (O.Berg) Herter
- Luma uruguayensis (Cambess.) Herter[3]